# Гишен (кантон)
Гишен (фр. Guichen) — кантон во Франции, находится в регионе Бретань, департамент Иль и Вилен. Входит в состав округа Редон.

## История
До 2015 года в состав кантона входили коммуны Болон, Бур-де-Конт, Гиньен, Гишен, Гован, Лайе, Ласи и Сен-Сену.
В результате реформы 2015 года состав кантона был изменен; в его состав вошли коммуны упраздненного кантона Мор-де-Бретань.
С 1 января 2017 года состав кантона вновь изменился: коммуны Кампель и Мор-де-Бретань образовали новую коммуну Валь-д’Анас.

## Состав кантона с 1 января 2017 года
В состав кантона входят коммуны (население по данным Национального института статистики за 2018 г.):
- Болон (2 179 чел.)
- Бур-де-Конт (3 282 чел.)
- Бовель (602 чел.)
- Валь-д’Анас (3 965 чел.)
- Гиньен (3 944 чел.)
- Гишен (8 646 чел.)
- Гован (4 324 чел.)
- Комбльсак (690 чел.)
- Ла-Шапель-Буэик (1 495 чел.)
- Ласи (1 729 чел.)
- Ле-Брюле (547 чел.)
- Лутель (253 чел.)
- Мернель (1 023 чел.)
- Сен-Сеглен (574 чел.)
- Сен-Сену (1 842 чел.)

## Политика
На президентских выборах 2022 г. жители кантона отдали в 1-м туре Эмманюэлю Макрону 30,9 % голосов против 22,2 % у Жана-Люка Меланшона и 21,2 % у Марин Ле Пен; во 2-м туре в кантоне победил Макрон, получивший 64,0 % голосов. (2017 год. 1 тур: Эмманюэль Макрон – 27,1 %, Жан-Люк Меланшон – 21,4 %, Марин Ле Пен – 18,7 %, Франсуа Фийон – 14,8 %; 2 тур: Макрон – 71,0 %. 2012 год. 1 тур: Франсуа Олланд — 31,3 %, Николя Саркози — 22,9 %, Марин Ле Пен — 15,7 %; 2 тур: Олланд — 58,4 %).
С 2015 года кантон в Совете департамента Иль и Вилен представляют мэр коммуны Ла-Шапель-Буэик Роже Моразен (Roger Morazin) (Социалистическая партия) и член совета города Гишен Мишель Мотель (Michèle Motel) (Разные левые).
|                | Кандидаты                       | Партия                   | Первый тур | Первый тур     | Второй тур | Второй тур |
| Кол-во голосов | Кандидаты                       | Партия                   | % голосов  | Кол-во голосов | % голосов  |            |
| -------------- | ------------------------------- | ------------------------ | ---------- | -------------- | ---------- | ---------- |
|                | Роже Моразен Мишель Мотель      | Левый блок               | 2 870      | 35,88          | 4 318      | 59,80      |
|                | Лоранс Пью Тьерри Эде           | Европа Экология Зелёные  | 1 997      | 24,97          | 2 903      | 40,20      |
|                | Дидье Ле Шенешаль Виржини Перон | Разные левые             | 1 730      | 21,63          |            |            |
|                | Николь Белом Луи Жилуа          | Национальное объединение | 1 402      | 17,53          |            |            |

|                | Кандидаты                  | Партия                   | Первый тур | Первый тур     | Второй тур | Второй тур |
| Кол-во голосов | Кандидаты                  | Партия                   | % голосов  | Кол-во голосов | % голосов  |            |
| -------------- | -------------------------- | ------------------------ | ---------- | -------------- | ---------- | ---------- |
|                | Роже Моразен Мишель Мотель | Левый блок               | 2 868      | 24,94          | 7 515      | 68,08      |
|                | Луи Жилуа Вероник Тюрпен   | Национальный фронт       | 2 559      | 22,25          | 3 523      | 31,92      |
|                | Эвелин Лефёвр Пьер-Ив Ребу | Радикальная левая партия | 2 449      | 21,30          |            |            |
|                | Жерар Лотрет Жизель Эде    | Правый блок              | 2 429      | 21,12          |            |            |
|                | Мартин Приуль Тьерри Эде   | Европа Экология Зелёные  | 1 194      | 10,38          |            |            |